# 尼科洛·维托里
尼科洛·维托里（義大利語：Nicolò Vittori，1909年3月13日—1988年5月26日），意大利男子赛艇运动员。他曾代表意大利参加1928年和1936年夏季奥林匹克运动会赛艇比赛，获得一枚金牌。